# Rue cyclable
Une rue cyclable, aussi appelée vélorue,  est une rue ou une route, généralement étroite, où les cyclistes sont dans certains pays prioritaires, les véhicules motorisés sont autorisés, partageant la même emprise, mais avec des contraintes notamment une vitesse limitée et dans certains pays l'interdiction de doubler les cyclistes.
Ce type d’aménagement est particulièrement adapté dans les quartiers résidentiels où se mêlent un volume de trafic voiture modéré et un axe vélo important.

## En Allemagne

Panneau Allemand d'entrée de rue cyclable

L'Allemagne était en 2013 le pays où les rues cyclables (Fahrradstraßen) étaient en plus grand nombre, il en existait alors plus de 140. Il n'y a cependant pas d'interdiction de doubler les cyclistes.

## En Belgique

Ancien signal belge de début d'une « rue cyclable », désormais appelée « zone cyclable ».

En Belgique, le terme officiel est « zone cyclable ». En général, dans les rues de ces zones, la voie est insuffisamment large pour mettre en place une piste cyclable et le passage de véhicules motorisés doit rester possible. Dans une « zone cyclable », les cyclistes ne doivent pas tenir leur droite et peuvent circuler sur toute la largeur de la chaussée, qui doit être discernée comme une piste cyclable où le passage ponctuel de voitures est autorisé. Tous les véhicules à moteur doivent suivre les cyclistes à une distance suffisante et ne peuvent en aucun cas les dépasser. En outre, la vitesse maximale autorisée dans les zones cyclables est toujours de 30 km/h.
Cette disposition est en vigueur depuis le 4 décembre 2012, dénommée à l'époque : « rue cyclable ».
Dans le cas où la circulation est autorisée dans les deux sens, les cyclistes peuvent emprunter toute la moitié droite de la chaussée, afin de permettre le croisement de véhicules. Leur dépassement reste interdit.
C’est à Gand, durant l’été 2011, qu’a été expérimentée la première rue cyclable de Belgique.
À Bruxelles, depuis le 22 avril 2013, une voie longeant l'avenue Louise, très fréquentée par les cyclistes, est devenue la 1re rue cyclable de la Région de Bruxelles-Capitale, sur une portion de quelques centaines de mètres et seulement dans un sens. Une majeure partie des latérales de cette avenue sont depuis 2021 des zones cyclables, tout comme c'est le cas d'un nombre croissant d'autres axes principaux de la région bruxelloise.
En 2023, une modification du Code de la route belge remplace la notion de « rue cyclable » par les « zones cyclables ». Cela implique que les règles particulières d'une zone cyclable s'appliquent dès avril 2023 dans toutes les rues qui suivent le signal d'une zone cyclable, et ce jusqu'à l'endroit d'un signal « fin de zone cyclable ». Les anciens signaux « rue cyclable » et « zone rue cyclable » détiennent la même validité zonale que le panneau réglementaire « zone cyclable ».

## En France
La vélorue n'existe pas dans le code de la route français non plus que dans l'Instruction Interministérielle sur la Sécurité Routière.
Le CEREMA explique toutefois comment concevoir une vélorue laquelle est dépourvue en France de toute valeur juridique. Il s'agit simplement de mettre en place des mesures du droit routier français qui contraignent le trafic motorisé. Par exemple, la vélorue sur les quais nord à Rennes est en sens interdit sauf livreurs, ce qui restreint le trafic motorisé.
Un dispositif juridique proche de la vélorue existe toutefois en France sous le nom de trajectoire matérialisée pour les cycles (TMC) prévu à l'article R 412-9 alinéa 4 du code de la route depuis un Décret du 2 juillet 2015. Ce dispositif autorise simplement le cycliste à s'écarter du bord droit de la chaussée en suivant le cheminement facultatif qui est identifiable par un marquage au sol. Certaines villes utilisent parfois le mot de vélorue en remplacement de la trajectoire matérialisée pour les cycles. La ville de Strasbourg l'a utilisé en mai 2017 sous le nom juridiquement inapproprié de « vélorue ». Il s'agit de la rue de la Division-Leclerc située dans l'hyper centre. Dans cette rue, les cyclistes sont guidés par des chevrons marqués au sol au centre de la chaussée et la voiture n'a pas l'espace suffisant de 1 mètre pour pouvoir les doubler. La ville de Bordeaux a mis une voie — la rue Jean-Renaud-Dandicolle — en « Vélorue » en 2018 puis la ville de Dijon a également lancé une expérimentation en septembre 2019 avec la rue Jean-Jaurès.

## Au Luxembourg

Panneau luxembourgeois (E,18a) d'entrée de rue cyclable

La rue cyclable, définie comme «chaussée destinée mais non réservée à la circulation des cycles» fut introduite dans le Code de la route luxembourgeois en avril 2018 et édulcoré en décembre 2020. Le début et la fin de la rue cyclable sont signalisés par les panneaux E,18a et E,18aa. 
Dans les rues cyclables, les conducteurs de cycles peuvent utiliser toute la largeur de la voie de circulation. 
Le stationnement des véhicules est interdit, sauf aux endroits signalés ou marqués comme emplacements de stationnement ou de parcage.
Dans les rues cyclables, la vitesse est limitée à 30 km/h pour tous les véhicules.

## Autres pays
On retrouve des aménagements similaires dans d'autres pays (Pays-Bas, Suisse, Espagne), ils n'ont néanmoins pas de statut dans leur Code de la route respectif.

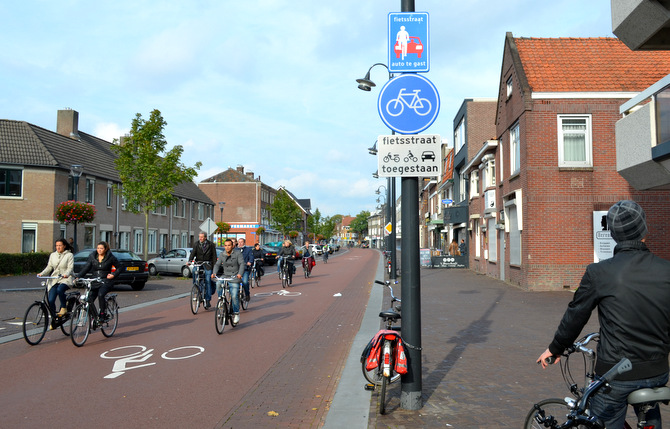
rue cyclable néerlandaise
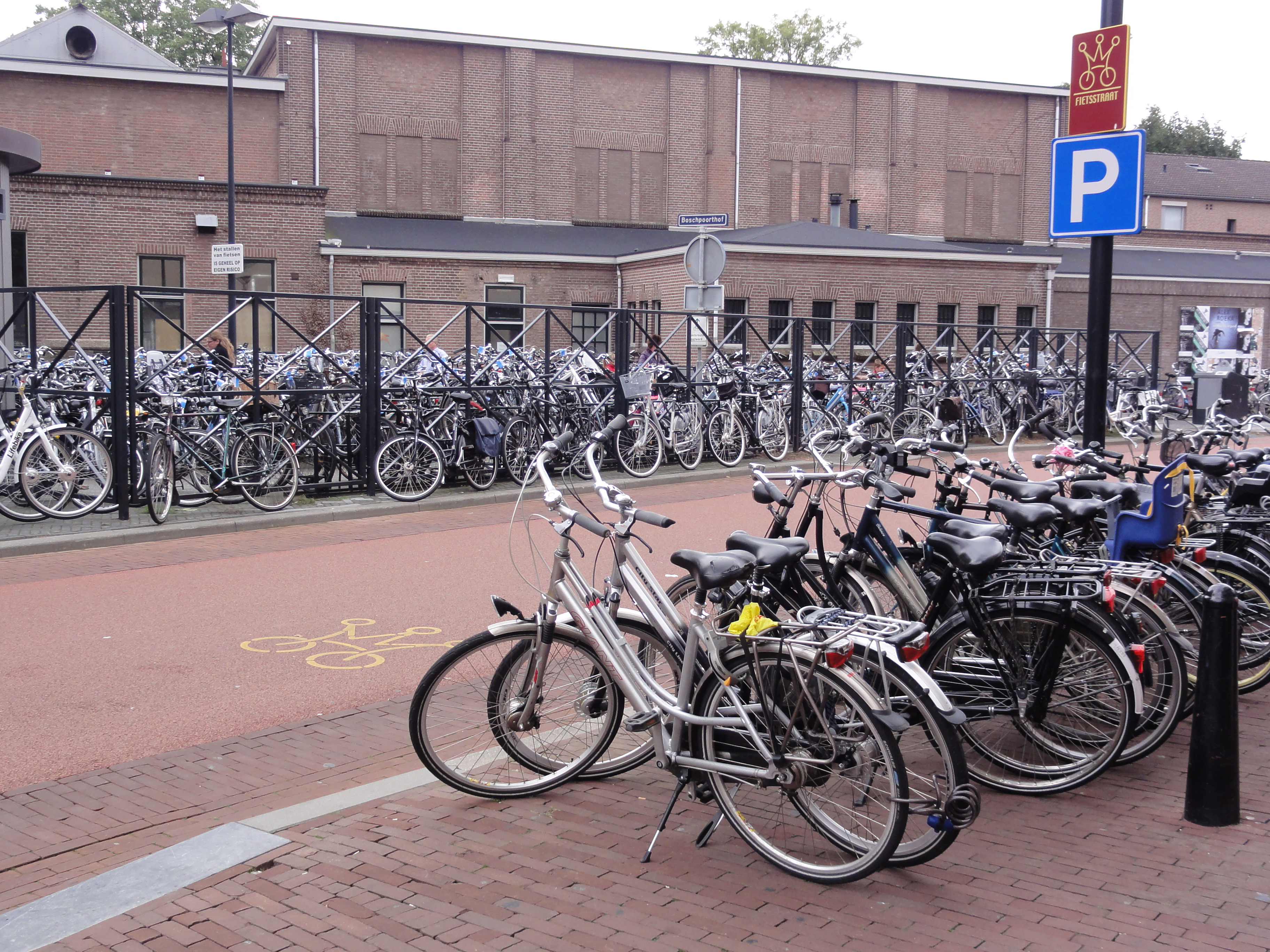
rue cyclable néerlandaise avec du stationnement ... vélo
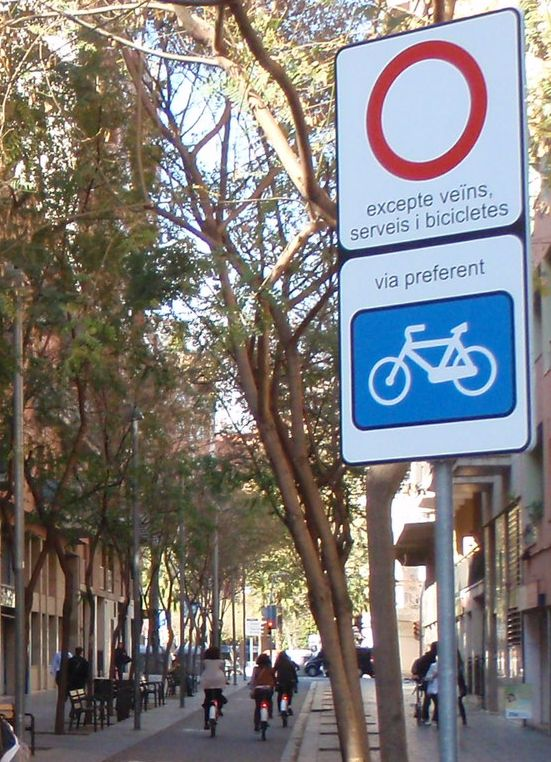
rue cyclable barcelonaise